# Ferrovia Givors-Grezan
La ferrovia Givors-Grezan (in francese Ligne de Givors-Canal à Grezan), nota anche come Linea Riva Destra Rodano (in francese Ligne Rive Droite du Rhône) è una linea ferroviaria francese che unisce la cittadina di Givors, a sud di Lione, con Nîmes, nel dipartimento del Gard. Corre parallelamente alla linea Parigi-Marsiglia lungo la riva destra del fiume Rodano.

## Storia
Il breve tratto tra Le Pouzin e La Voulte-sur-Rhône, parte di un percorso che va da "Privas alla linea da Lione ad Avignone, e al prolungamento della suddetta diramazione fino a Crest", fu concesso su base contingente alla Compagnie des chemins de fer de Paris à Lyon et à la Méditerranée (PLM) quando quest'ultima nacque dalla fusione delle società del Chemin de fer de Paris à Lyon (PL), del Chemin de fer de Lyon à la Méditerranée (LM) e del Chemin de fer de Lyon à Genève il 19 giugno 1857. Un decreto imperiale del 3 agosto 1859 dichiarò la linea tra Privas e Crest di interesse pubblico e rese definitiva la concessione.
La tratta da Le Teil a Givors fu concessa su base contingente alla PLM con un accordo tra il Segretario di Stato per il Dipartimento dell'Agricoltura, del Commercio e dei Lavori Pubblici e la compagnia firmato il 1º maggio 1863. L'accordo fu approvato con decreto imperiale l'11 giugno successivo. Il tratto da Le Teil a Le Pouzin fu dichiarato di pubblico interesse con decreto imperiale del 29 maggio 1867. Il tracciato di questo tratto fu stabilito con decreto imperiale del 2 aprile 1870. Il tratto tra Givors e La Voulte è stato dichiarato di pubblico interesse con decreto del 1º dicembre 1868. Il tracciato di questa tratta è stato stabilito con decreto dell'8 agosto 1873. L'anno successivo fu completato il troncone tra Givors e La Voulte.
La tratta tra Nîmes e Le Teil fu concessa alla PLM con una convenzione tra il Ministro dei Lavori Pubblici e la società firmata il 3 luglio 1875. L'accordo fu approvato nella stessa data da una legge che dichiarava contemporaneamente la linea di interesse pubblico. 
Il 22 maggio 1876 fu attivata la linea nel segmento tra Le Pouzin e Le Teil. Il 30 agosto 1880 fu aperto il tratto tra Le Teil e Nîmes-Grézan e la diramazione Remoulins-Uzès.
Utilizzata prevalentemente per trasporto merci verso i porti del sud della Francia, il traffico passeggeri fu chiuso nel 1973. Fu elettrificata tra il 1977 ed il 1979.
Il 29 agosto 2022, una parte della linea, tra le stazioni di Pont-Saint-Esprit e Nîmes-Centre, è stata riaperta al traffico passeggeri. Il servizio è gestito dai treni TER Occitanie, che offrono sei corse di andata e ritorno tra le stazioni di Pont-Saint-Esprit, Bagnols-sur-Cèze e Avignone Centro, nonché due corse di andata e ritorno tra Pont-Saint-Esprit e Nîmes-Centre.

## Raccordi
Due brevi linee, che collegano la riva destra e sinistra del Rodano, collegano la linea Givors-Grezan con la Parigi-Marsiglia.

### Livron-La Voulte
Come il tratto da La Voulte a Le Pouzin, questa diramazione risale al 1862 e faceva originariamente parte della linea per Privas. È stata elettrificata dal 1978.
Il viadotto in ghisa sul Rodano, costruito nel 1861, era caduto in rovina e non poteva essere utilizzato da locomotive pesanti e potenti; fu consolidato nel 1922-1924 con un rafforzamento di cemento, ma fu distrutto da un bombardamento nel 1944. Il ponte attuale, completato nel 1955, è una struttura in calcestruzzo precompresso, che all'epoca era la più lunga al mondo con questo tipo di materiale.

### Villeneuve-lès-Avignon - Avignone
Questa breve linea fu costruita nel 1905 per garantire l'attraversamento del fiume tra La Voulte e Beaucaire. Villeneuve-lès-Avignon era unita all'antistante Avignone solo da una strada. Il ponte metallico a doppio binario fu costruito tra il 1901 e il 1904 e fatto saltare dai tedeschi nel 1944 dopo diversi bombardamenti alleati. Oggi è stato riparato e conserva gli impalcati originali.